# 色林错
色林措是中華人民共和國西藏自治區羌塘高原中南部的一座大型鹹水湖，地處岡底斯山脈康巴多钦山東北麓，行政區劃上坐落於那曲市申扎（雄梅镇、马跃乡）、班戈（门当乡）、双湖（协德乡）三縣交界，湖面海拔4543.79米。湖水來自扎加藏布、扎根藏布、波曲藏布和阿里藏布等多條河川，這些河川又連通周遭的大小湖泊，形成一個封閉的內陸湖泊群，致使色林错的集水面積居中國內流湖之冠。同時，自1970年代有紀錄以來，色林错的面積即持續增長，並在2000年代初期急遽擴張，吞併以雅根錯為首的小湖，進而超越納木錯，成為西藏最大湖泊與中國第二大鹹水湖。